# Montsenelle

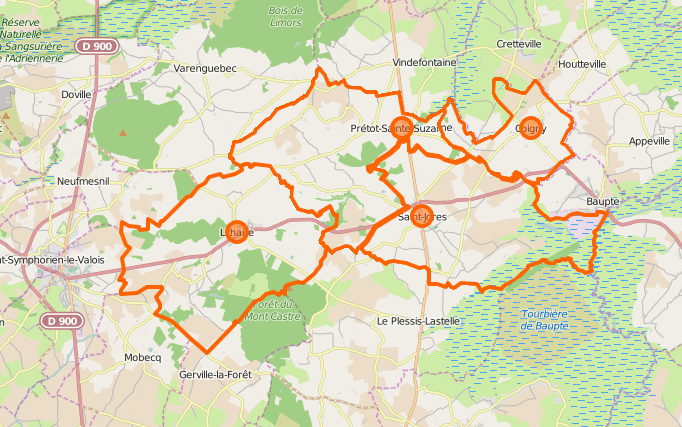
A részei

Coigny település Franciaországban, Manche megyében. Lakosainak száma 1438 fő (2022. január 1.). Montsenelle La Haye, Neufmesnil, Le Plessis-Lastelle, Varenguebec, Vesly, Picauville, Auvers, Gorges, Appeville és Baupte községekkel határos.

## Története
A Montsenelle-t 2016. január 1-jén hozták létre Lithaire, Coigny, Prétot-Sainte-Suzanne és Saint-Jores korábbi önkormányzatainak egyesítésével.
| Részei                | volt INSEE-kód | Terület (km²) | Fő (2022-ben) |
| --------------------- | -------------- | ------------- | ------------- |
| Lithaire (Székhély)   | 50273          | 14,21         | 599           |
| Coigny                | 50136          | 04,50         | 168           |
| Prétot-Sainte-Suzanne | 50415          | 11,64         | 296           |
| Saint-Jores           | 50497          | 12,73         | 375           |

## Népesség
A település népességének változása:
| Lakosok száma | 1407 | 1410 | 1412 | 1413 | 1426 | 1438 |
|               | 2017 | 2018 | 2019 | 2020 | 2021 | 2022 |

## Főbb látnivalói
- Coigny kastély
- Sainte-Suzanne kastély
- Saint-Georges templom
- Franquetot kastély

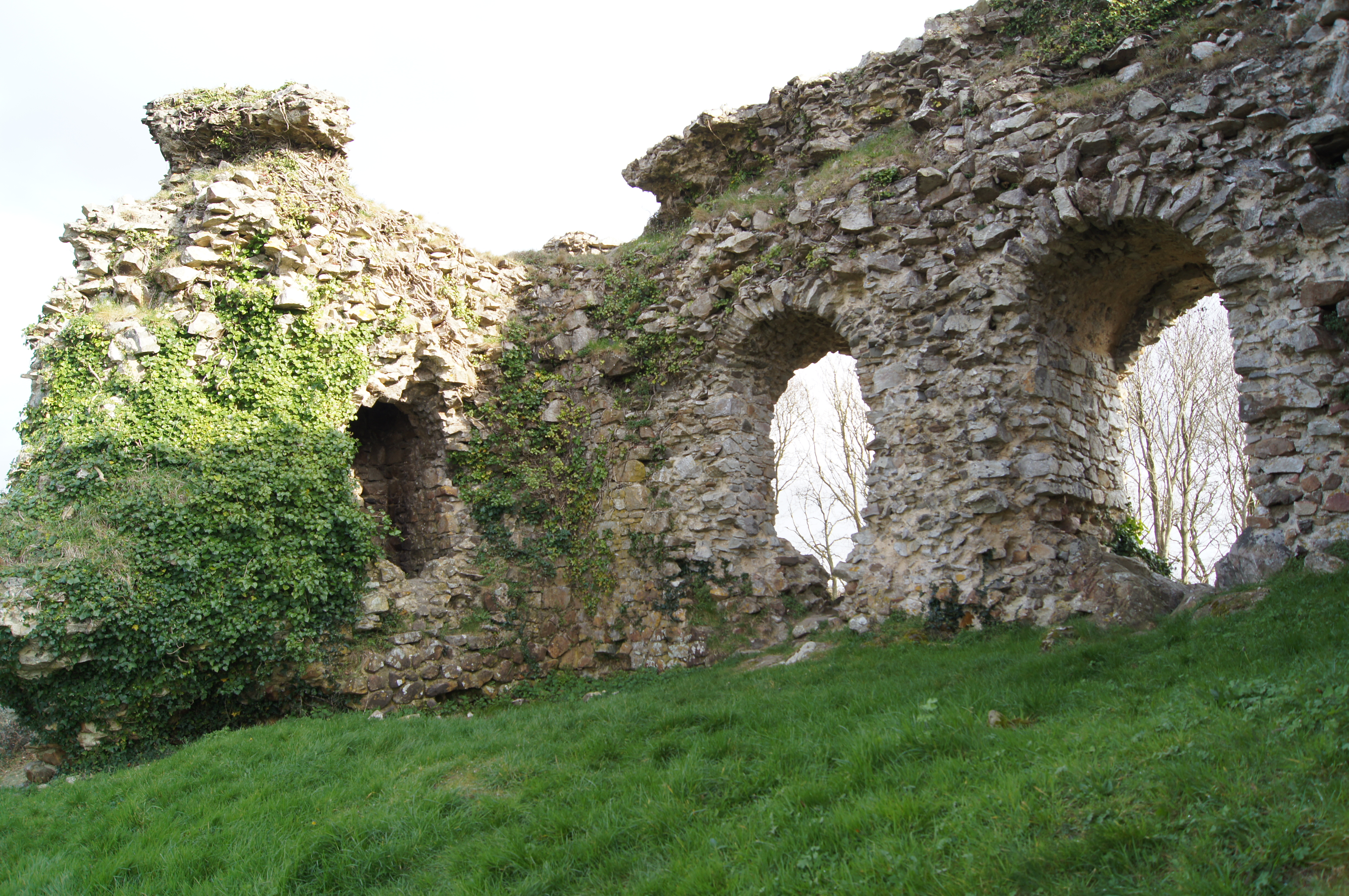
Le château ou vigie de Lithaire, face nord.
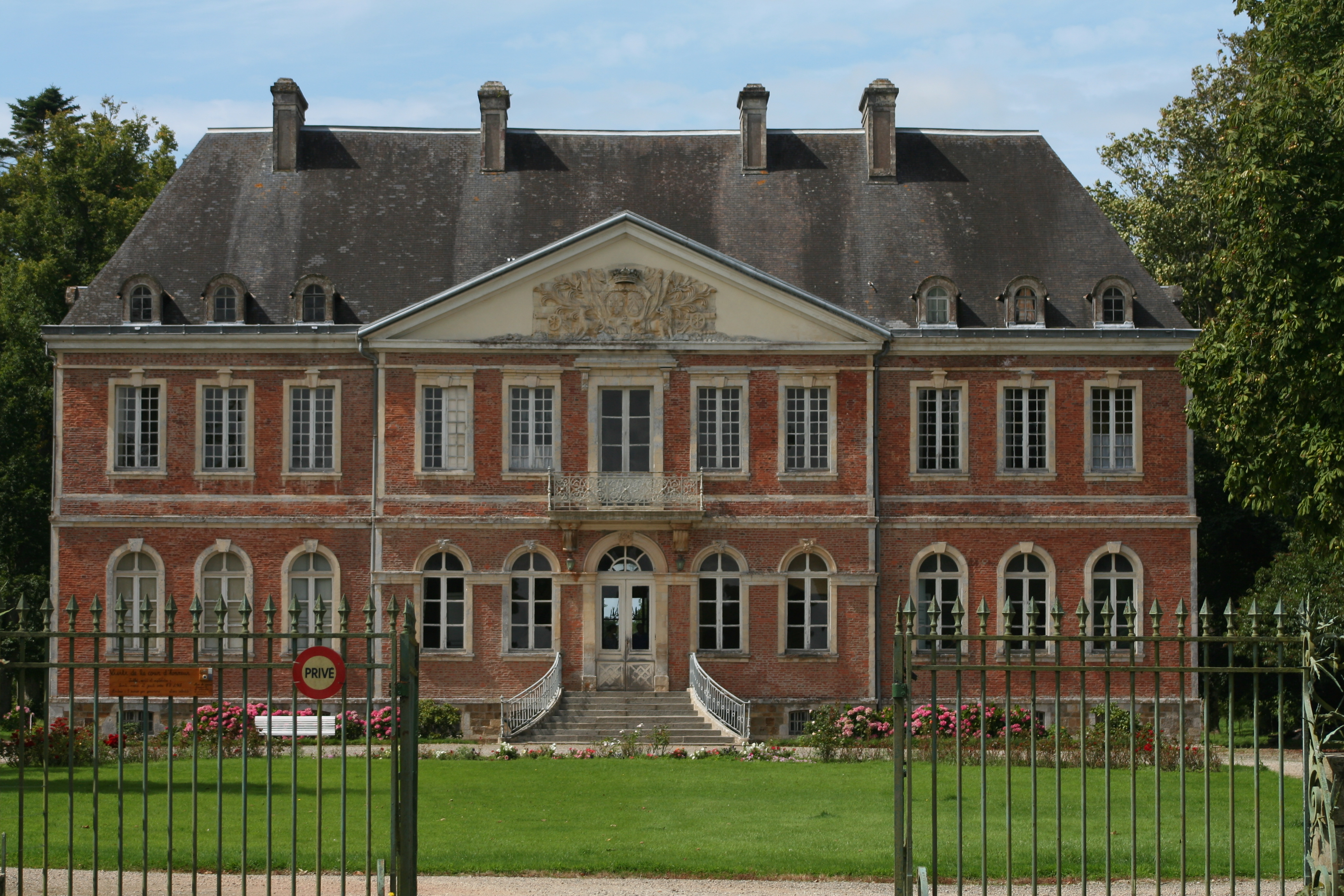
Sainte-Suzanne kastély
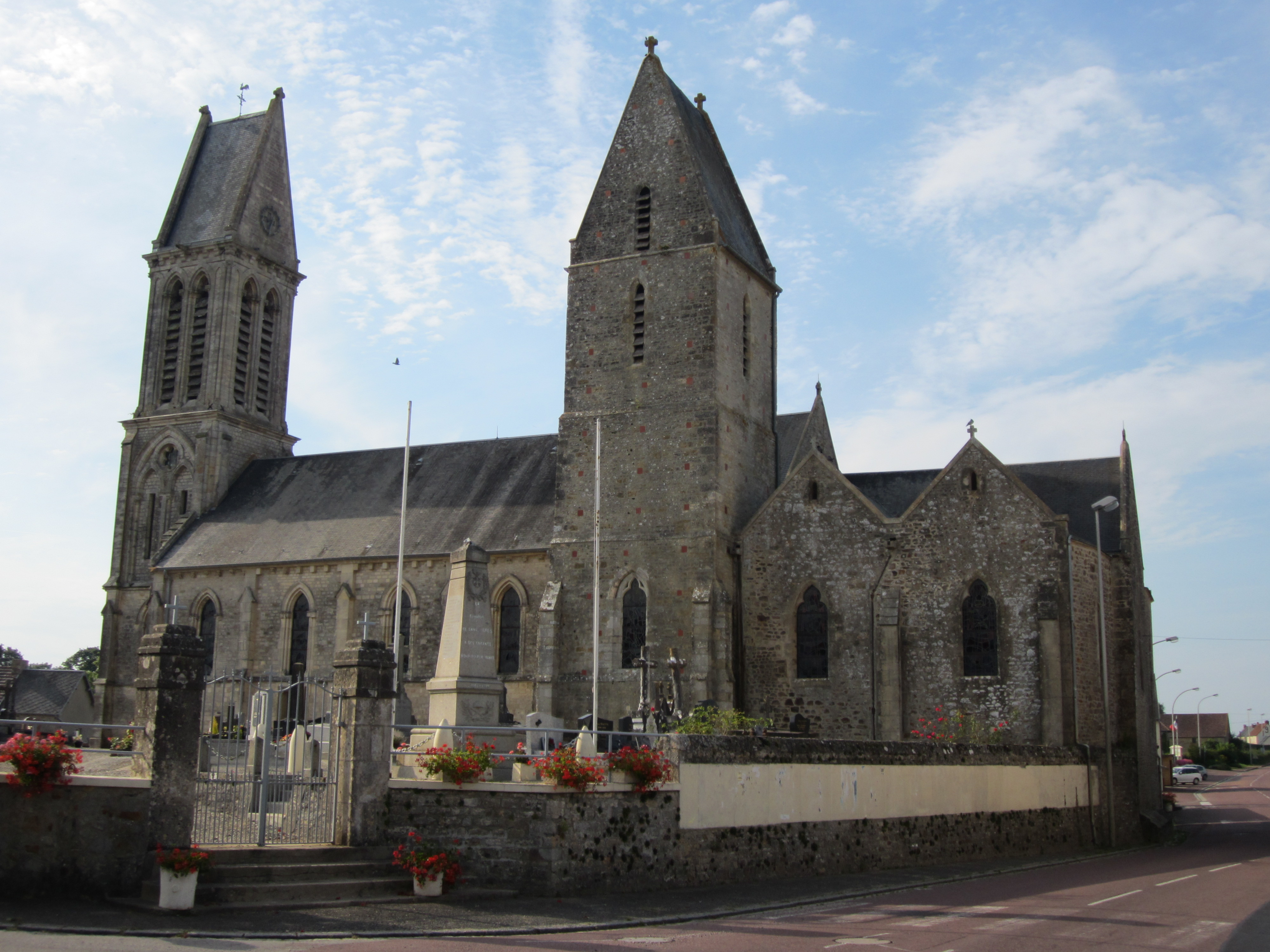
Saint-Georges templom
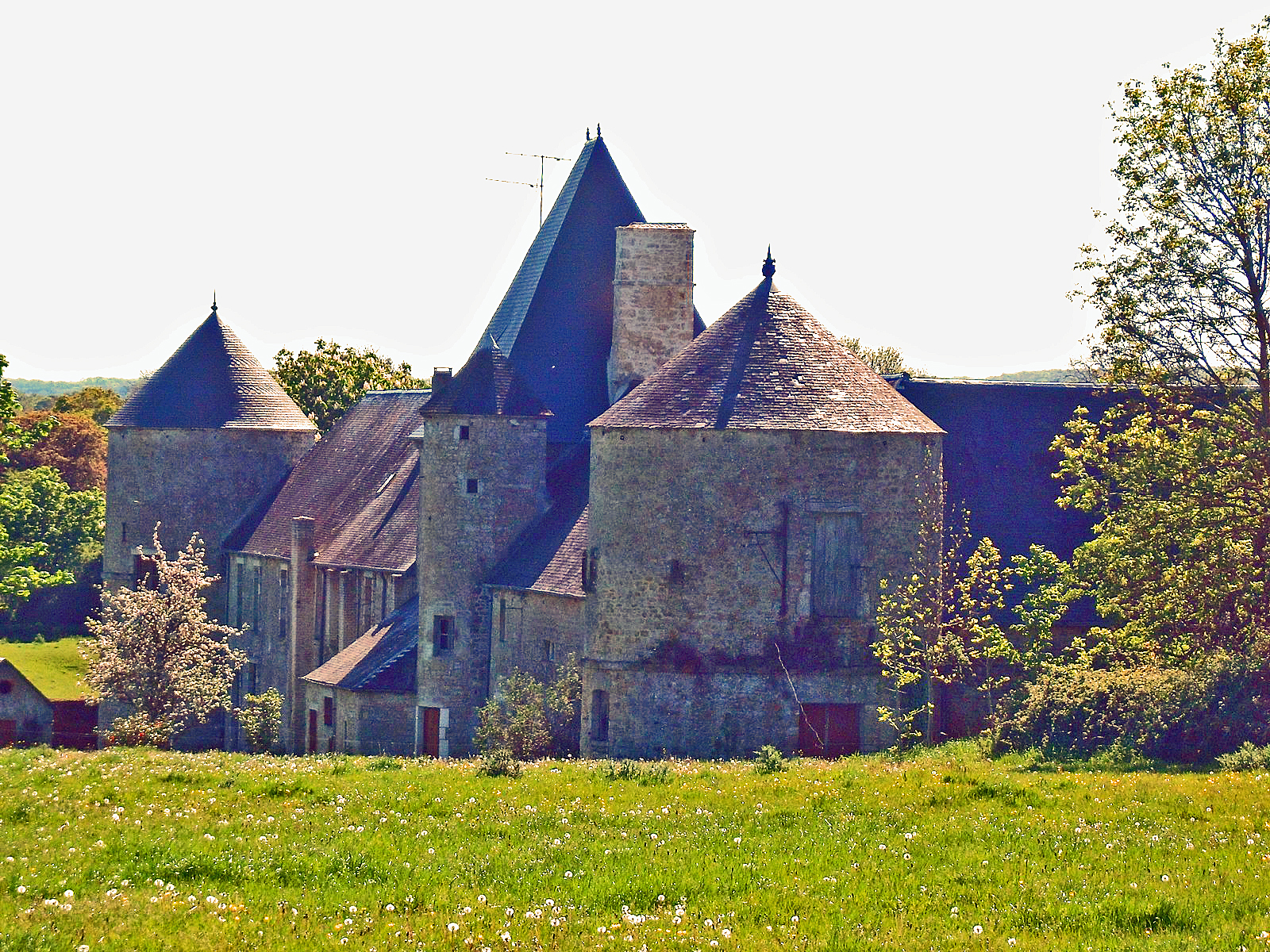
Coigny kastély, a „régi kastély”
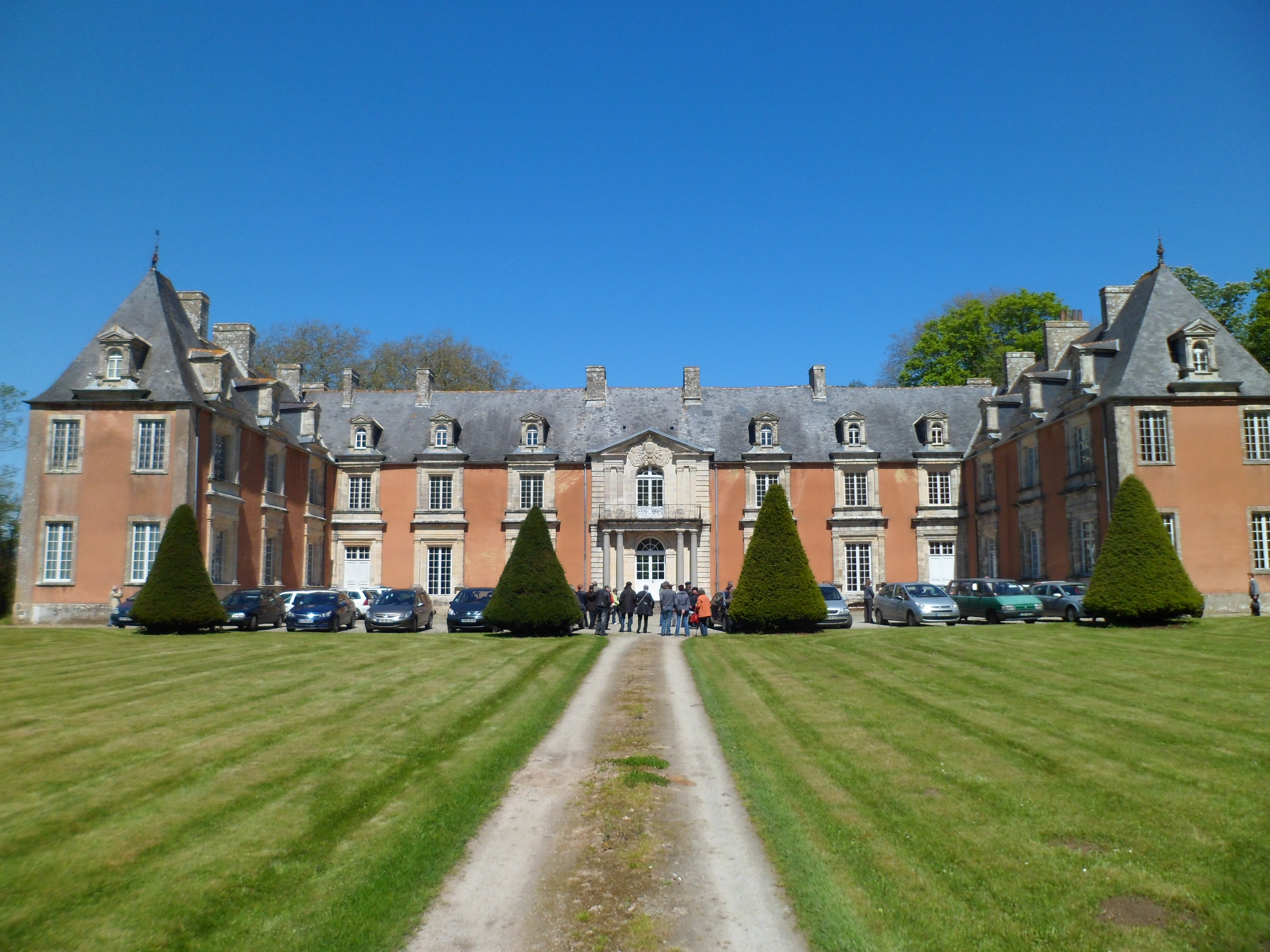
Franquetot kastély